# Copa Chibuku de Malawi
La Copa Chibuku de Malawi fou una competició futbolística de Malawi.

## Historial
Font:
- 1969: Limbe Leaf Wanderers
- 1970: Bata Bullets
- 1971: Bata Bullets
- 1972: Limbe Leaf Wanderers
- 1973: Limbe Leaf Wanderers
- 1974: Bata Bullets
- 1975: Bata Bullets
- 1976: Yamaha Wanderers
- 1977: Bata Bullets
- 1978: Bata Bullets
- 1979: Limbe Leaf Wanderers
- 1980: Berec Power Pack
- 1981: Civo United
- 1982: Civo United
- 1983: Sucoma FC
- 1984: Red Lions
- 1985: Admarc Tigers
- 1986: Bata Bullets
- 1987: Silver Strikers
- 1988: Bata Bullets
- 1989: MDC United
- 1990: Sucoma FC
- 1991: Bata Bullets
- 1992: Silver Strikers
- 1993: MDC United
- 1994: Limbe Leaf Wanderers
- 1995: Blue Eagles
- 1996: Limbe Leaf Wanderers
- 1997: Limbe Leaf Wanderers
- 1998: Bata Bullets
- 1999: Moyale Barracks
- 2000: no es disputà
- 2001: MDC United